# Alexandre Alphonse
Alexandre Alphonse, nació en Francia, 17 de junio de 1982), futbolista francés. Juega de delantero y su actual equipo es el Servette de la Challenge League de Suiza.

## Selección nacional
- Ha sido internacional con la Selección de fútbol de Guadalupe, ha jugado 3 partidos y anotó 1 gol.

## Clubes
| Club                 | País    | Año           |
| -------------------- | ------- | ------------- |
| Grenoble Foot 38     | Francia | 2002-2003     |
| Étoile Carouge FC    | Suiza   | 2003-2004     |
| FC La Chaux-de-Fonds | Suiza   | 2004-2006     |
| FC Zürich            | Suiza   | 2006-2012     |
| Stade Brest          | Francia | 2012-2016     |
| Servette             | Suiza   | 2016-presente |